# Nitrianske Rudno (vodní nádrž)
Vodní nádrž Nitrianske Rudno je vodní nádrž na západním Slovensku v okrese Prievidza, na horním toku řeky Nitrica. Nachází se v Rudnianské kotlině nedaleko obce Nitrianske Rudno. Vodní nádrž byla postavena v roce 1951. Vodní plocha má rozlohu 0,96 km², max. délku 1,46 km, max. šířku 0,6 km, max. hloubku 13,5 m. Slouží hlavně na koupání, jachting, rybolov a vodní sporty. U nádrže se nachází restaurace, turistická ubytovna, chatová osada a autokemp.